# Marguerite Dockrell
Marguerite Dorothy Dockrell, spätere Mason (geboren 10. März 1912 in Dublin, Irland; gestorben September 1983 in Weymorth, Dorset, Vereinigtes Königreich) war eine irische Schwimmerin.

## Karriere
Dockrell startete bei den Olympischen Spielen 1928 in Amsterdam für das irische Team im 100-Meter-Freistilschwimmen. Sie war damit bei diesen Olympischen Spielen die einzige weibliche Sportlerin Irlands, in den ebenfalls ausgetragenen Kunstwettbewerben gab es jedoch vier weitere Starterinnen.
In der ersten Runde belegte Dockrell in einer Zeit von 1:31,6 Minuten den dritten Platz hinter der Südafrikanerin Kathleen Russell und der Ungarin Sarolta Stieber. Diese Leistung reichte nicht aus, um in die Vorschlussrunde einzuziehen.
Der Schwimmsport lag bei Dockrell in der Familie. Ihr Onkel George Dockrell startete bei den Olympischen Spielen 1908 in London über 100 Meter Freistil, ihr Bruder Hayes Dockrell startete ebenso wie sie 1928 in Amsterdam. Er war dort Teil der irischen Wasserballmannschaft.